# Рязанцев Лев Васильович
Лев Васильович Рязанцев (23 липня 1941, Запоріжжя — 13 січня 2025, Київ) — український звукорежисер, педагог. Викладач КНУКіМ, професор, доцент. Заслужений працівник культури України (2008).

## Біографія
Народився 23 липня 1941 року у Запоріжжі.
У 1966 році закінчив Київський політехнічний інститут.
З 1961 року — звукорежисер кіно і телебачення. Член Спілки кінематографістів СРСР.
Працював інженером Мінської кіностудії науково-популярних і документальних фільмів (1966—1967), старшим інженером «Київнаукфільму» (1967—1973), оператором «Укртелефільму» (1973—1978).
З 1978 року працював на «Укркінохроніці». У 1994—2000 роках викладав у Київському національному університеті театру, кіно і телебачення імені І. К. Карпенка-Карого. Член Національної спілки кінематографістів України.
У 2000—2017 роках завідував першою в Україні кафедрою звукорежисури в Інституті кіно і телебачення Київського національного університету культури і мистецтв. Автор наукових статей та навчального посібника «Звукорежисура» (гриф МОН; лист від 29.07.09 № 1\11-6260). Викладач, професор, доцент.
Помер після тяжкої та тривалої хвороби на 84-му році життя 13 січня 2025 року.

## Фільмографія
Оформив стрічки:
- «МТД-генератори» (1969)
- «Прямокутні проекції» (1969)
- «Наближена теорія гіроскопа», «Біоструми наказують» (1970)
- «Ставкове рибництво» (1971)
- «Коло», «Паливо XX століття», «Життя, життя, життя…» (1972)
- «Бульдозери», «Чоловіки і жінки», «Україна, кроки п'ятирічки» (1973)
- «Головна домна п'ятрічки», «Сонячне коло», «Наша виставка»
- «Ти плюс я — весна» (1974, муз. фільм)
- «Діалог продовжується», «Майстри мистецтв України» (1975)
- «Дмитро Гнатюк» (1975)
- «Кость Барабаш з 10 „б“» (1976)
- «Мені довірено пісню» (1977)
- «Діалоги директора Згурського», «Два крила», «Ященко»
- «Маланчине весілля» (1979, док. фільм, реж. О. Коваль. Срібний приз на кінофестивалі в Лейпцигу)
- «Колесо Федора Примаченка»
- «Чуєш, брате мій» (1979, док. фільм, реж. І. Грабовський)
- «Технічний прогрес у льонарстві» (1979)
- «Дорогами п'ятирічок», «Озера повинні жити»
- «Новина Волновахського села», «Коріння» (1980)
- «Суфлер» (1981)
- «В сім'ї вольній, новій…», «Зійшов солдат на п'єдестал»
- «Кортеліси», «Лаос: поступ ревоюції»
- «Начальник цеху», «Пам'ять рідного краю» (1981)
- «Чорнобиль — Хроніка важких тижнів» (1986)
- «Сьома каблучка чаклунки» (1998, 4 с, відео)
- «Роксолана» (1996—1997, телесеріал, 26 с.) та ін.

а також — мультфільмів
- «Тигреня в чайнику» (1972)
- «Зайченя заблукало» (1973)
- «Грай, моя сопілочко» (1973)
- «Парасолька на полюванні» (1973)
- «Парасолька на риболовлі» (1973) тощо.